# Julio César Rodríguez Giménez
Julio César Rodríguez Giménez (Asunción, 5 dicembre 1990) è un calciatore paraguaiano, attaccante del Deportivo Xinabajul.